# Liste des entraîneurs de l'USM Alger

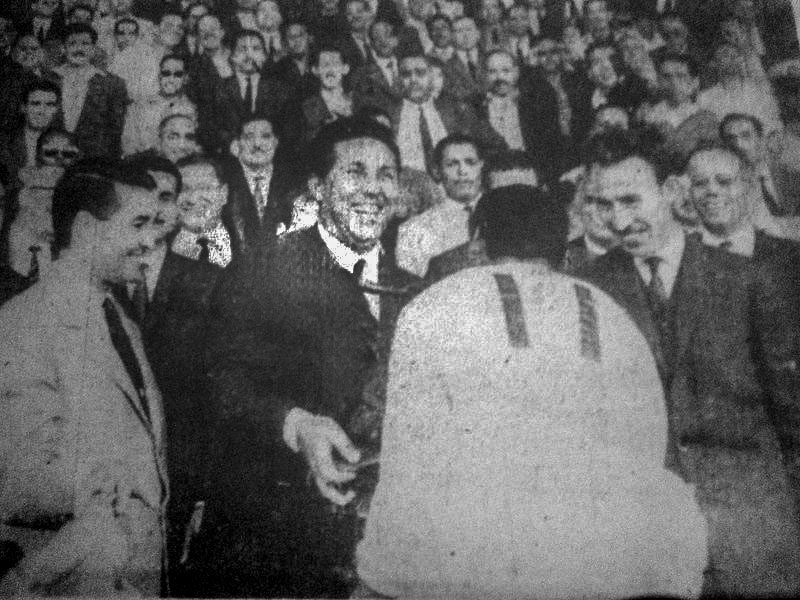
Bentifour, entraîneur de l'USM Alger reçoit des mains de Ben Bella président de la république, le 1er trophée du championnat d'Algérie de football, sous le regard du Président de la FAF le Dr Maouche (à gauche) et du ministre de la défense Houari Boumédiène (à droite), le 16 juin 1963.

Cet article recense la liste des entraîneurs de l' Union sportive de la médina d'Alger depuis 1962. Au cours de l'histoire, le club a connu une vague successive de changements d’entraîneurs en un espace de 60 ans, l'USMA a connu 67 entraîneurs, soit en moyenne un entraîneur tous les ans, c'est Mustapha Aksouh qui a le plus entraîné le club (7 fois) suivi de l'ancien joueur des années 2000, Noureddine Saâdi qui lui a entraîné le club notamment en compagnie de Ali Fergani et Azzedine Aït Djoudi.

## Histoire des entraîneurs
Après l'indépendance USM Alger à amener l'ancien OGC Nice et AS Monaco joueur Abdelaziz Ben Tifour à être entraîneur et joueur en même temps, il a mené le club à remporter son premier titre de Critérium d'Honneur contre le MC Alger dans un match au cours duquel il a marqué un but. Au début des années 80, l'USMA passe un contrat avec Ali Benfadah pour être entraîneur, et après sept finales de Coupe d'Algérie, il le conduit finalement à remporter la première coupe en 1981. À partir de la saison 1986-1987, le fils de l'équipe Djamel Keddou est devenu le nouvel entraîneur, avec Mustapha Aksouh comme assistant et malgré le manque d'expérience, des capacités faibles et une équipe jeune, il a réussi à remporter le titre de Coupe d'Algérie en 1988 contre CR Belouizdad pour la deuxième fois de son histoire.
Le club est ensuite tombé en deuxième division, où j'ai subi une instabilité au niveau de la barre technique, et après l'avènement de Saïd Allik comme président du conseil d'administration, et qui a contracté avec le jeune entraîneur Younes Ifticène pour obtenir une promotion en première division, ce qui a été réalisé lors de la saison 1994-1995. Ifticen a quitté l'USM Alger malgré la réalisation de l'objectif souligné d'être remplacé par Nour Benzekri, qui n'est pas resté beaucoup et est parti à cause de son désaccord avec Azzedine Rahim, où Mustapha Aksouh a terminé la saison et l'a conduit à remporter le premier titre de Championnat en 33 ans. Lors de la saison 1997-1998, Younès Ifticen est revenu à nouveau où il a réalisé un exploit avec lui en Ligue des champions de la CAF 1997 et n'a pas réussi à atteindre la finale par un but de différence. En championnat, il a atteint la finale contre USM El Harrach, malgré une progression dans le résultat avec deux buts, mais dans les 20 dernières minutes l'équipe a encaissé trois buts, à la fin Le match a été imputé à l'entraîneur surtout après avoir sorti les deux buteurs.
Lors de la saison 2002-2003, l'USM Alger a engagé un jeune entraîneur Azzedine Aït Djoudi, qui a réalisé un grand exploit en remportant le doublé championnat et coupe pour la première fois de l'histoire du club. Et éliminé en demi-finale de la Coupe des vainqueurs de coupe contre le Wydad AC. Malgré le succès, Aït Djoudi n'a pas terminé sa carrière avec le club et est parti pour être remplacé par Mourad Abdelouahab, ce dernier, malgré les bons résultats et a disputé les demi-finales de la Ligue des champions, mais il est parti alors que l'équipe était à la deuxième place, pour être temporairement remplacé par Aksouh jusqu'à la fin de la saison et l'a conduit à remporter la Coupe d'Algérie. Encore une fois début de saison avec un nouvel entraîneur, où est revenu Noureddine Saâdi qui a exprimé sa satisfaction de prendre, à nouveau, les destinées du club algérois pour la saison prochaine. Malgré les bons résultats il est sorti à la fin du match aller et l'équipe était en tête, et Djamel Menad est venu à sa place parti après les mauvais résultats et élimination de la Coupe de la confédération, selon Menad sa décision est motivée par des “raisons personnelles” qu'il ne veut aucunement étaler sur la place publique. “Après mûre réflexion, j'ai décidé de quitter mon poste. Les raisons de cette décision je préfère les garder pour moi, mais sachez qu'elles n'ont aucun rapport avec les derniers résultats de l'équipe”. Une fois de plus Aksouh termine la saison et remporte le titre de championnat avec facilité. Après cela, le club est entré dans le vide, malgré son contrat avec des entraîneurs connus comme Mustapha Biskri, Rachid Belhout, Abdelkader Amrani et Kamel Mouassa, et même des étrangers, à savoir René Lobello et Oscar Fulloné et cela jusqu'à la fin de l'ère du président Allik. Après la vacance du poste d'entraîneur à la suite du départ de Mouassa, Noureddine Saâdi vient d'officialiser son retour chez les Rouge et Noir. En effet, après un premier contact avec le président Allik, Il a dirigé l'équipe jusqu'à la fin de la saison malgré des problèmes financiers, et avec l'avènement de ETRHB Haddad, Saâdi a été démis de ses fonctions pour être remplacé par le Français Hervé Renard avec une clause dans son contrat lui permettant de partir s'il est sollicité par une sélection nationale.

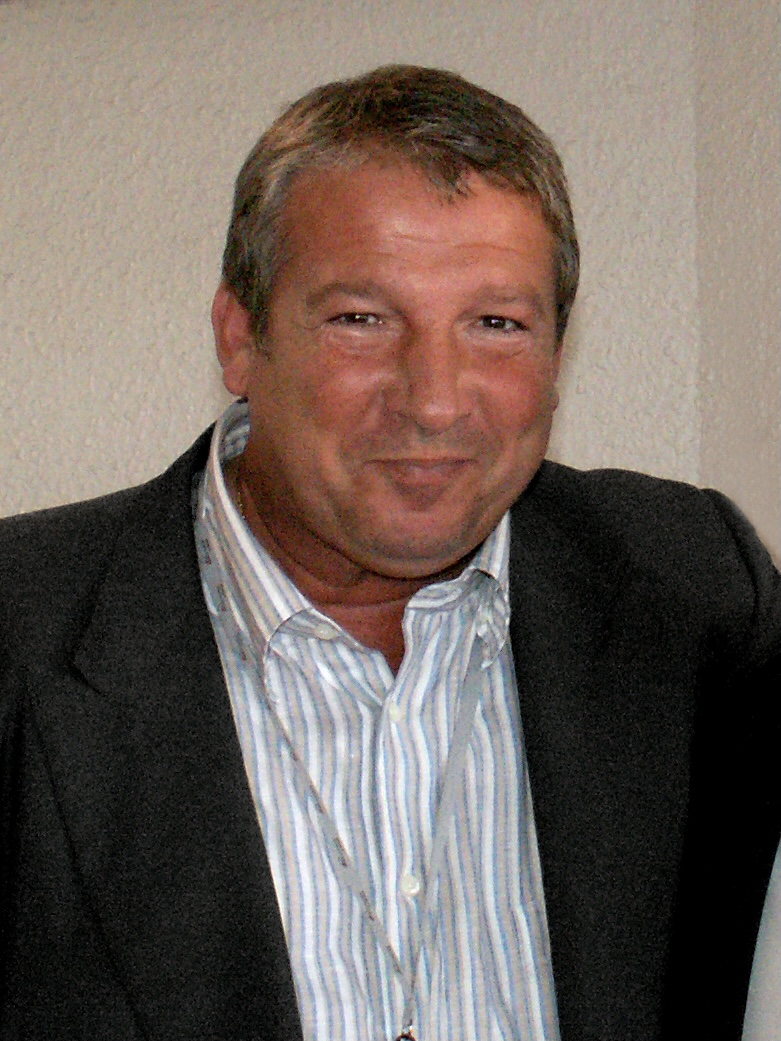
Rolland Courbis entraîneur de l'équipe (2012-2013) et le premier étranger a remporté un titre avec l'équipe de l'USM Alger.

Avec le début de la saison 2012-2013, l'USMA a signé un contrat avec l'Argentin Miguel Angel Gamondi., et après les mauvais résultats, il a été limogé de son poste et remplacé par l'ancien entraîneur de l'Olympique de Marseille Rolland Courbis comme nouvel entraîneur. L'objectif est de ramener le club sur la piste des titres, et avec la faiblesse des chances de l'USMA d'atteindre la Ligue 1, son attention est devenu sur la Coupe d'Algérie pour atteindre la Finale et dans le Derby algérois, Courbis a remporté le premier titre en sa carrière d'entraîneur, qui est la première pour l'USMA en 8 ans. Une semaine plus tard, il remporte un autre titre, cette fois la Coupe de l'UAFA après avoir battu Al-Arabi SC. Malgré la confiance accordée par l'administration à Corbis, il décide de partir et met fin à son contrat en accord avec l'USMA. Un mois plus tard, Courbis rejoint son ancien club Montpellier HSC. Hubert Velud est devenu le nouvel entraîneur de l'USM Alger en remplacement de son compatriote Courbis, champion de la saison dernière avec l'ES Sétif jusqu'à la fin de la saison, avec la possibilité de le prolonger en cas de bons résultats. Velud a remporté son premier titre en Super Coupe face à l'ES Sétif. Le début en Ligue 1 a été plus que merveilleux puisque l'USM Alger n'a perdu aucun match jusqu'à la fin de la saison seize victoire, dont huit consécutives pour remporter facilement la Ligue 1, c'est son deuxième titre cette saison. Après une série de mauvais résultats et de 15 matches qu'il a remportés en seulement cinq, l'USM Alger a décidé de licencier Velud, bien que sa carrière ait été couronnée de succès au cours de laquelle il a remporté deux titres en un an et demi.
Après le départ les entraîneurs français, Rolland Courbis et Hubert Velud, USM Alger a signé un contrat avec l'Allemand Otto Pfister, et en raison des mauvais résultats, il a été démis de ses fonctions. À la fin de la saison, le club s'est mis à la recherche d'un nouvel entraîneur, où il a tenté de signer avec Djamel Belmadi, mais ce dernier a refusé. L'USM Alger a décidé de faire confiance à l'entraîneur adjoint Miloud Hamdi, qui a réussi ce que d'autres ont échoué en amenant le club en finale de la Ligue des champions de la CAF 2015 pour la première fois de son histoire. Il a montré de grandes capacités, malgré des doutes sur ses capacités, et a conclu la saison avec le titre de Ligue 1, et malgré cela, à la fin de la saison il a quitté. Le 5 août 2020, l'USM Alger a officiellement annoncé François Ciccolini comme nouvel entraîneur du club, et son staff technique sera Benaraibi Bouziane comme premier adjoint, l'ancien international Mohamed Benhamou comme entraîneur des gardiens, Nicolas Baup comme préparateur physique et Sylvain Matrisciano comme entraîneur des moins de 21 ans. Après avoir perdu la finale de la Super Coupe, l'USM Alger a décidé de limoger Ciccolini de son poste car il n'était pas monté sur le podium pour recevoir la médaille, ce qui était considéré comme une insulte à un organisme officiel qu'était le Premier ministre Abdelaziz Djerad. 
Le 25 décembre 2021, l'USM Alger a décidé de résilier le contrat avec Denis Lavagne en raison de mauvais résultats. Achiou a déclaré qu'ils ne se précipiteraient pas pour signer un nouvel entraîneur, qui devrait être digne de la philosophie du club, Lavagne a demandé 198 000 euros après résiliation unilatérale du contrat ou pour aller à la FIFA, l'entraîneur par intérim Azzedine Rahim a déclaré qu'il ne voulait pas brûler les étapes et pour être entraîneur-chef, vous devez passer par plusieurs étapes. Après la fin de la première étape dirigée par un entraîneur intérimaire pendant plus d'un mois, l'USM Alger a contracté le Serbe Zlatko Krmpotić avec l'adjoint marocain Jamil Benouahi, Krmpotić qui a entraîné plusieurs clubs en Afrique, signera un contrat de 6 mois et pourrait être renouvelé en cas de place au classement de la ligue en fin de saison.
Le 18 avril 2022 après la défaite contre le MC Oran, Krmpotić est démis de ses fonctions et l'USM Alger décide de s'appuyer sur son adjoint Jamil Benouahi pour terminer la saison. Ses débuts ont été bons puisque Benouahi a mené le club à sa première victoire après deux mois, après quoi dans le Derby algérois, Benouahi a remporté une victoire importante et inattendue qui permet au club de rechercher une participation continentale, et après la cinquième victoire consécutive Benouahi a déclaré qu'il souhaitait rester dans le club, mais la décision leur appartenait et qu'il était devenu fan de cette équipe. Le 6 juillet 2022, Benouahi a prolongé son contrat d'un an pour rester entraîneur-chef pour la nouvelle saison. La délégation de l'USM Alger devrait se rendre à Antalya, en Turquie, pour suivre une formation préparatoire de 14 jours pour le début de la saison. Mais le jour du voyage, l'entraîneur Jamil Benouahi et certains joueurs ont refusé de voyager en raison de leurs obligations financières, immédiatement après que l'administration de l'USM Alger a décidé de licencier l'entraîneur de son poste,. Le lendemain, 14 joueurs, le préparateur physique Kamel Boudjenane et l'entraîneur des gardiens Lounès Gaouaoui ont signé un document qui refusait de limoger Benouahi et exigeait le départ d'une partie de l'administration et de l'entraîneur adjoint Sofiane Benkhelifa nommé par l'administration. Les dirigeants de l'USM Alger ont mis fin aux fonctions du staff technique de Benouahi. L'entraîneur et ses pairs, le préparateur physique Boudjenane et l'entraîneur des gardiens Gaouaoui, ont été démis de leurs fonctions après une audition devant le conseil de discipline.
Le 4 août 2022, l'USMA a passé un contrat avec Boualem Charef pour être le nouvel entraîneur avec son staff. Le 7 novembre 2022, l'USM Alger a annoncé à l'opinion publique qu'elle avait réglé le cas de l'entraîneur Denis Lavagne en s'acquittant de l'intégralité de la cotisation financière qu'il réclamait par l'intermédiaire de la "FIFA", l'USMA a estimé que le cas de Lavane appartenait au "passé", et ce dossier a finalement été clos après virement des fonds sur son compte dans les délais légaux fixés par la "FIFA".
Le tableau ci-dessous regroupent les statistiques de chaque entraîneur saison par saison ainsi que leur palmarès.
Mise à jour saison 2016-2017
| Nom                                  | Période   |
| ------------------------------------ | --------- |
| Abdelaziz Ben Tifour                 | 1962-1965 |
| Mokrane Oualikane                    | 1965-1966 |
| Mohamed Maouche                      | 1966      |
| Salah Achour                         | 1967      |
| Abdelaziz Ben Tifour (2)             | 1967-1968 |
| Hamid Belamine                       | 1968-1970 |
| Ahmed Zitoun                         | 1970-1972 |
| Abdelghani Zitouni                   | 1972-1973 |
| Hamid Belamine (2) Chaib Lamine      | 1973-1974 |
| Hamid Belamine (2)                   | 1974      |
| Ahmed Aarab                          | 1975      |
| Abdelghani Zitouni (2)               | 1975-1976 |
| Ahmed Zitoun (2)                     | 1976-1977 |
| Belkacem Mekddadi                    | 1977-1979 |
| Hamid Madani Balacov Ahmed Aarab (2) | 1979-1980 |
| Ali Benfadah                         | 1980-1981 |

| Nom                                          | Période   |
| -------------------------------------------- | --------- |
| Djilali                                      | 1982      |
| Djilali Abdelkader Zerar                     | 1982-1983 |
| Djilali                                      | 1983-1984 |
| Lakhder Guitoun                              | 1983-1984 |
| Mokhtar Kalem                                | 1983-1984 |
| Mustapha Aksouh                              | 1984-1986 |
| Djamel Keddou Mustapha Aksouh                | 1986-1989 |
| Mustapha Aksouh Djamel Keddou Tewfik Korichi | 1990      |
| Ali Benfadah (2)                             | 1990      |
| Hocine Boumaraf Acramov                      | 1990-1991 |
| Ahmed Zitoun (2) Hocine Boumaraf             | 1991-1992 |
| Ali Benfadah (3)                             | 1992      |

| Nom                                              | Période   |
| ------------------------------------------------ | --------- |
| Saïd Allik Mouldi Aïssaoui Hamoui Hamid Bernaoui | 1992-1993 |
| Abdelkader Bahmane Younes Ifticène               | 1993-1994 |
| Younes Ifticène                                  | 1994-1995 |
| Nour Benzekri Ahmed Aït El Hocine                | 1995-1996 |
| Mustapha Aksouh (2) Ahmed Aït El Hocine          | 1996      |
| Noureddine Saâdi                                 | 1996-1997 |
| Mustapha Heddene                                 | 1997      |
| Younes Ifticène                                  | 1997-1998 |
| Mustapha Aksouh (3) Saïd Hadj Mansour            | 1998-1999 |
| Nour Benzekri (2) Ahmed Aït El Hocine (2)        | 1999      |

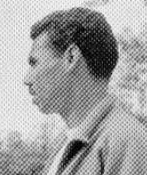
Abdelaziz-Ben-Tifour
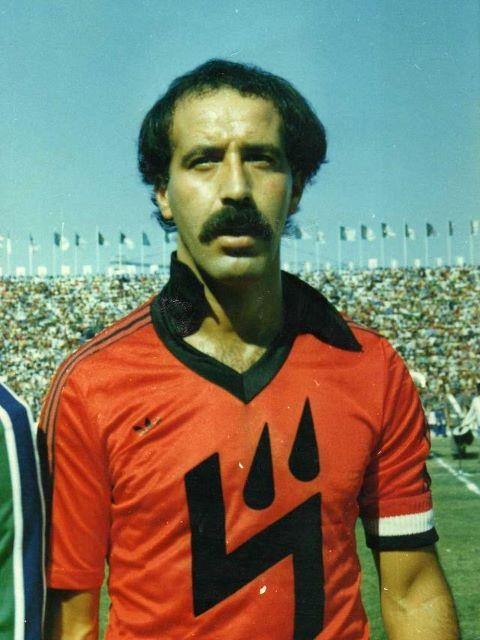
Djamel Keddou
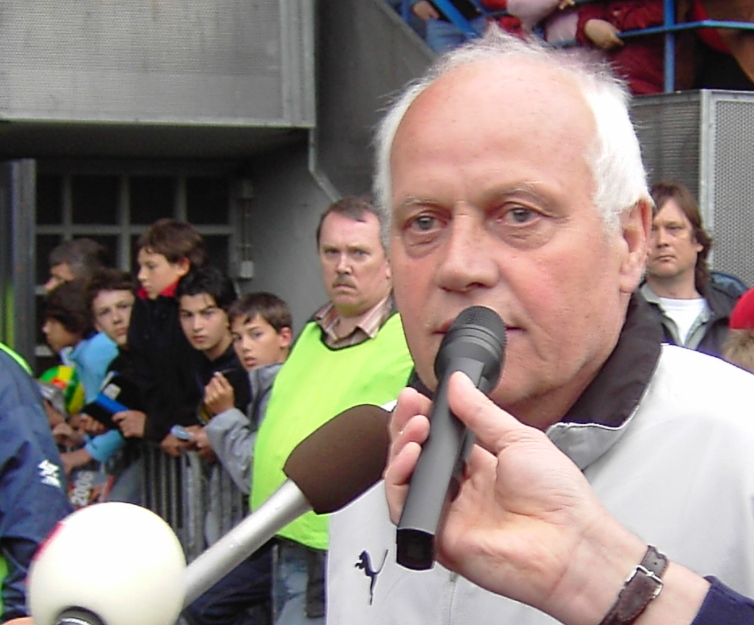
Otto Pfister
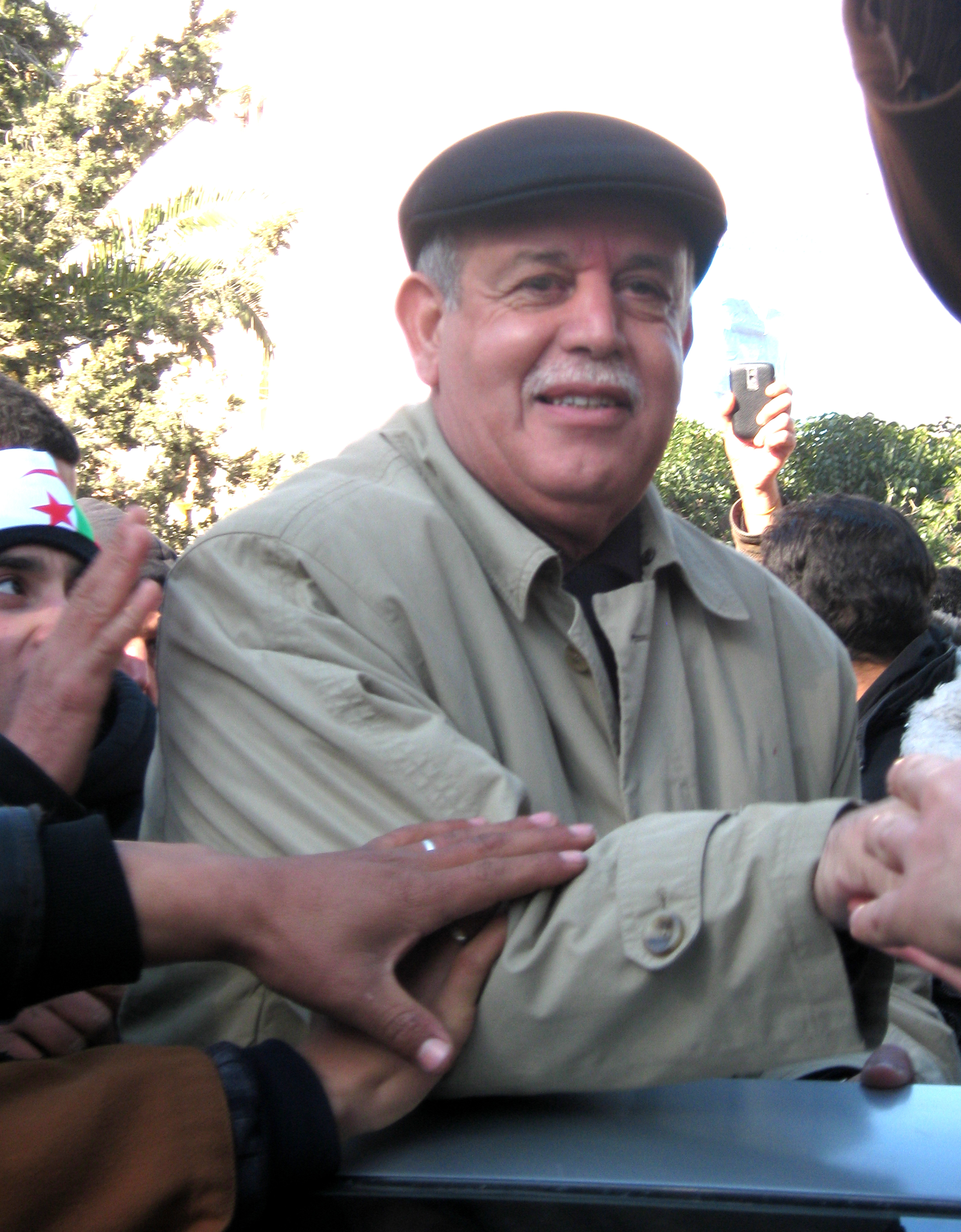
Rabeh Saadane
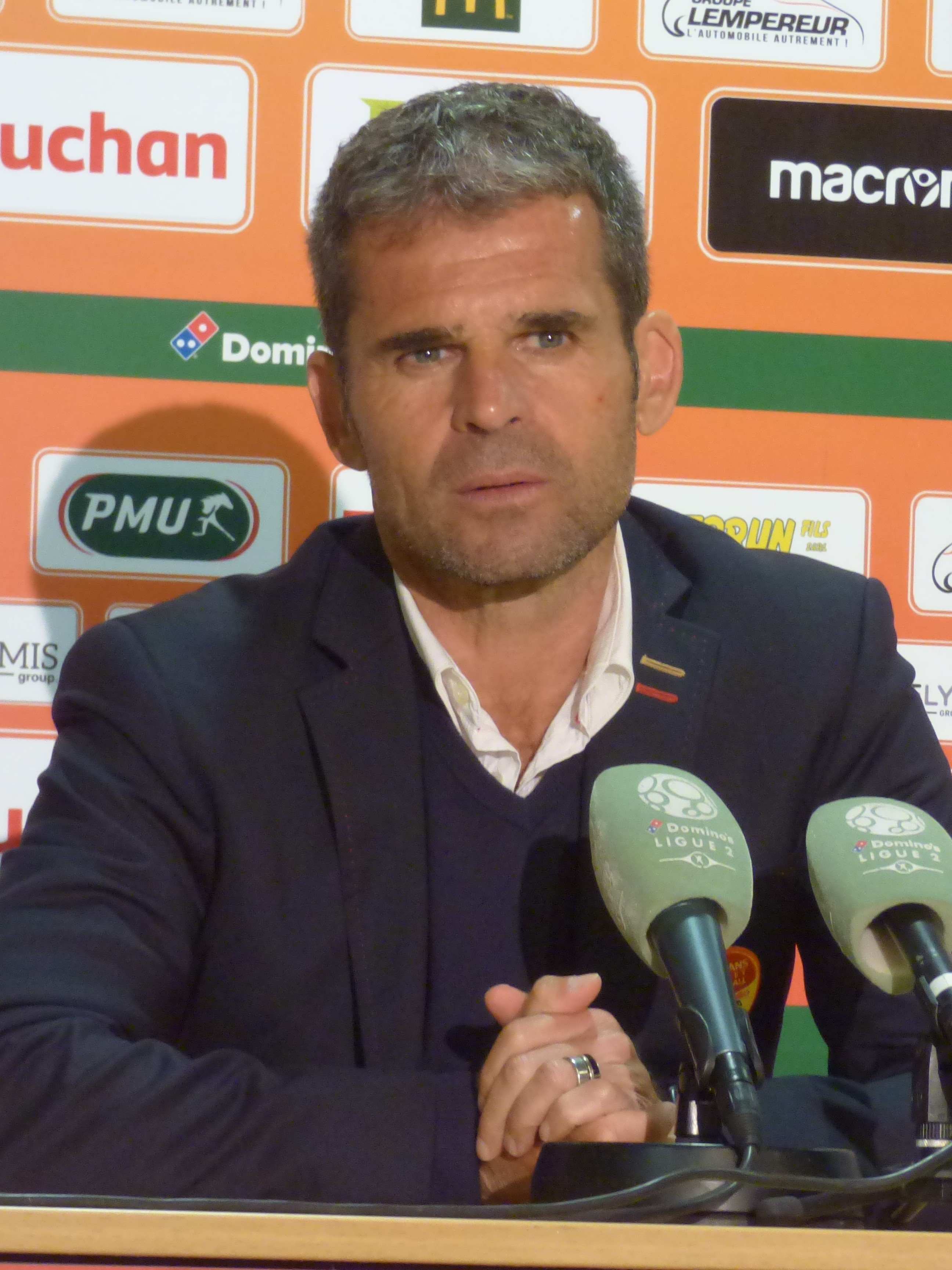
Didier Ollé-Nicolle
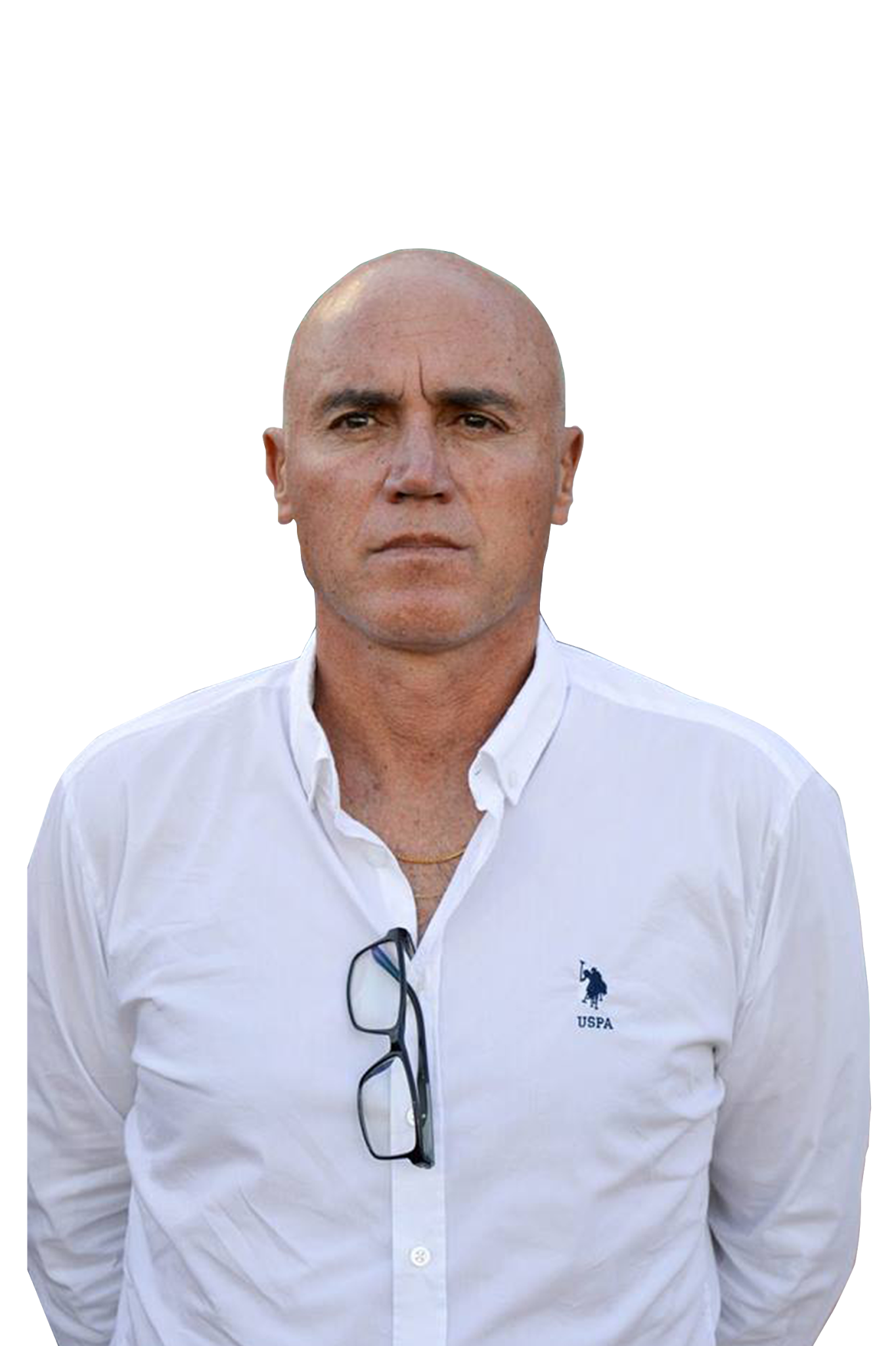
Miguel Angel Gamondi
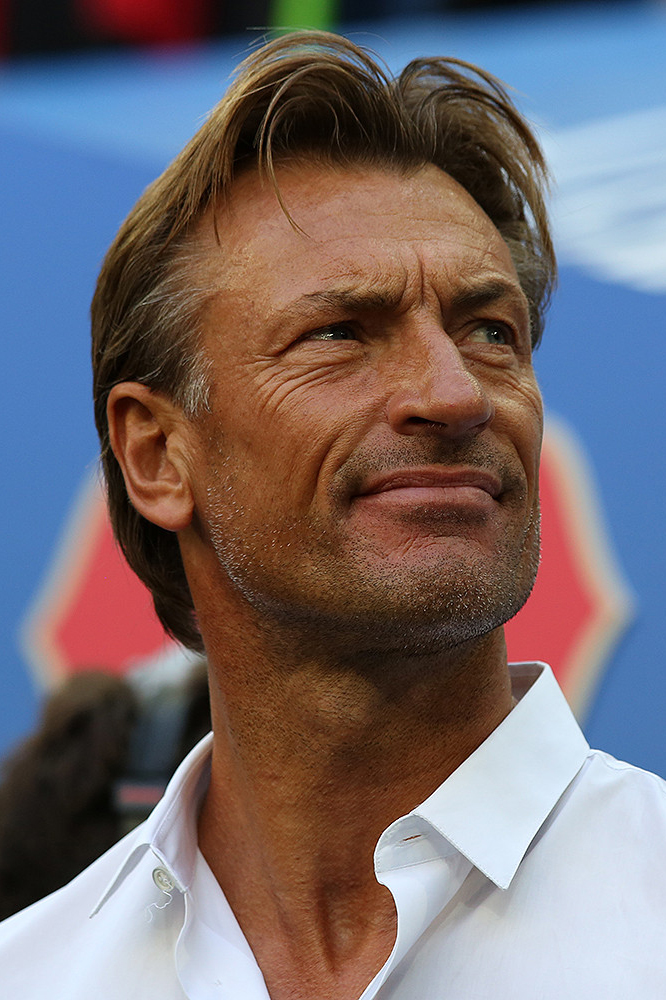
Hervé Renard
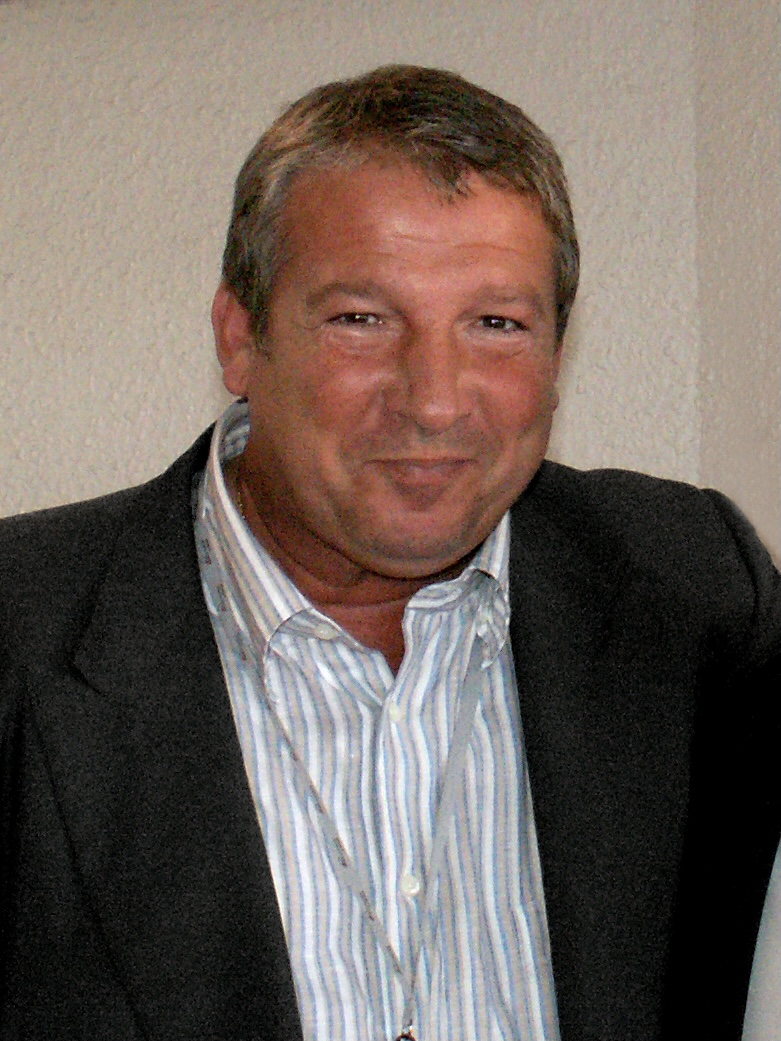
Rolland Courbis
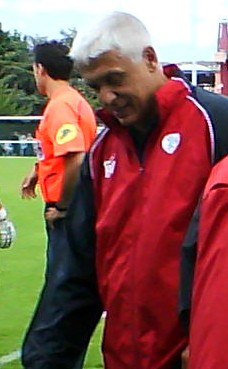
Hubert Velud
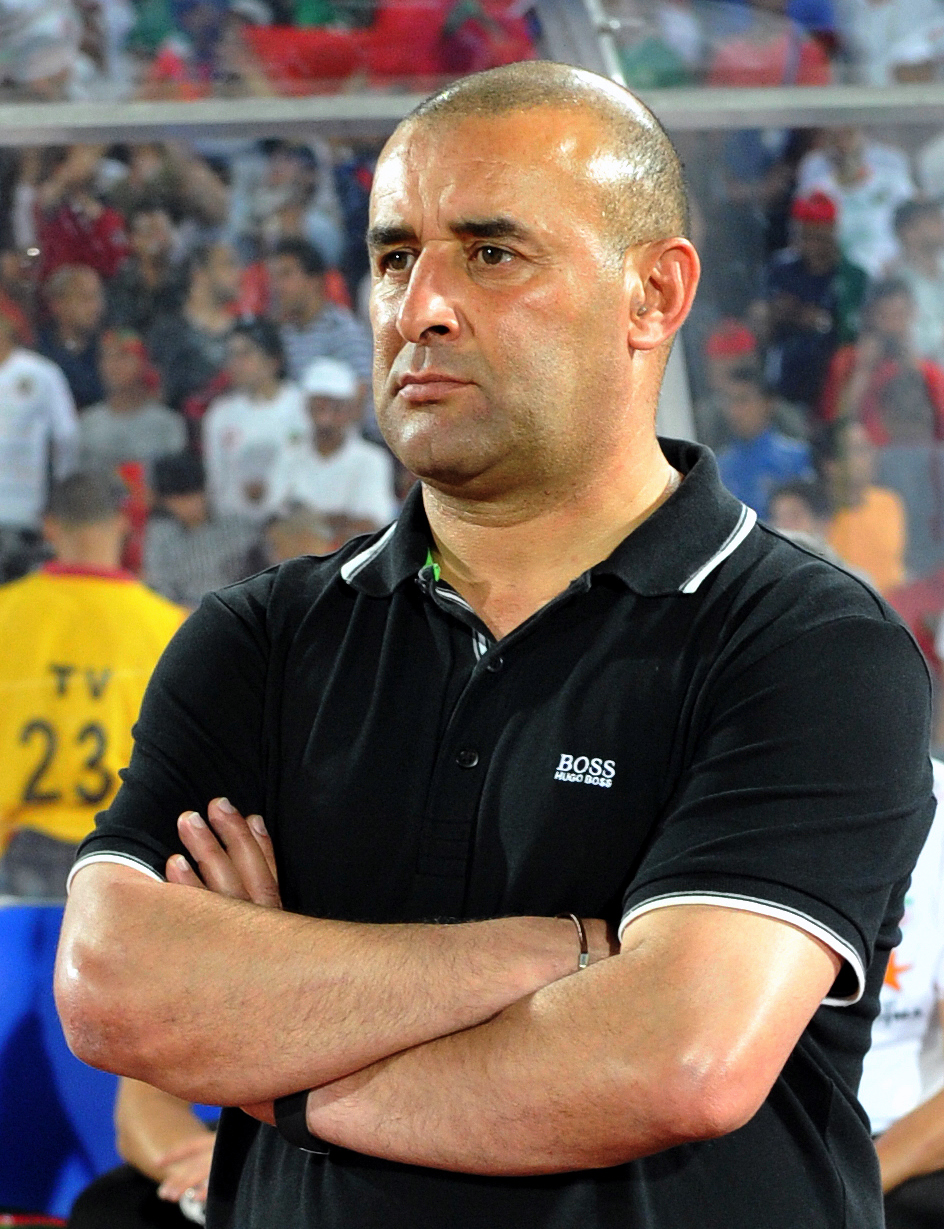
Abdelhak Benchikha

## Liste des entraîneurs
| Liste des entraîneurs de l'USM Alger |                                      |              |           |      |          |                |
| \| \| \| Statistiques \| \| \| \| \| \| Entraineur \| Période \| Matchs \| Victoires \| Nuls \| Défaites \| % de victoires \| \| Younès Ifticen \| Août 1994 au juillet 1995 \| 33 \| 20 \| 11 \| 2 \| 60,61% \| \| Younès Ifticen \| Août 1997 au juillet 1998 \| 30 \| 15 \| 10 \| 5 \| 50,00% \| \| Rabah Saâdane \| Octobre 1999 au avril 2000 \| 28 \| 9 \| 7 \| 12 \| 32,14% \| \| Mustapha Heddane \| avril 2000 au 14 septembre 2000 \| 12 \| 3 \| 4 \| 5 \| 25,00% \| \| Noureddine Saâdi \| 21 septembre 2000 au 24 mars 2002 \| 56 \| 34 \| 14 \| 8 \| 60,71% \| \| Ali Fergani \| 28 March 2002 au décembre 2002 \| 19 \| 11 \| 4 \| 4 \| 57,89% \| \| Azzedine Aït Djoudi \| janvier 2003 au août 2003 \| 26 \| 15 \| 6 \| 5 \| 57,69% \| \| Mourad Abdelouahab \| août 2003 au avril 2004 \| 34 \| 20 \| 7 \| 7 \| 58,82% \| \| Mustapha Aksouh (intérim) \| avril 2004 au 31 juin 2004 \| 12 \| 6 \| 3 \| 3 \| 50,00% \| \| Noureddine Saâdi \| 15 juillet 2004 au 31 janvier 2005 \| 25 \| 16 \| 3 \| 6 \| 64,00% \| \| Djamel Menad \| 31 janvier 2005 au 16 mai 2005[6] \| 10 \| 6 \| 2 \| 2 \| 60,00% \| \| Mustapha Aksouh (intérim) \| 16 mai 2005 au 23 octobre 2005 \| 14 \| 7 \| 3 \| 4 \| 50,00% \| \| Mustapha Biskri \| 24 octobre 2005[31] au juin 2006 \| 34 \| 22 \| 6 \| 6 \| 64,71% \| \| René Lobello \| 29 juillet 2006[32] au 24 February 2007[33] \| 27 \| 13 \| 5 \| 9 \| 48,15% \| \| Rachid Belhout \| 24 février 2007[33] au juin 2007 \| 12 \| 6 \| 4 \| 2 \| 50,00% \| \| Abdelkader Amrani \| août 2007 au 20 novembre 2007[34] \| 10 \| 7 \| 1 \| 2 \| 70,00% \| \| Mustapha Aksouh (intérim) \| 21 novembre 2007 au décembre 2007 \| 6 \| 2 \| 2 \| 2 \| 33,33% \| \| Ali Fergani \| 25 décembre 2007[35] au 4 mars 2008[36] \| 13 \| 5 \| 3 \| 5 \| 38,46% \| \| Mustapha Aksouh (intérim) \| 4 mars 2008[36] au 14 avril 2008[37] \| 5 \| 3 \| 1 \| 1 \| 60,00% \| \| Oscar Fulloné \| 14 juillet 2008[38] au 17 janvier 2009[39] \| 36 \| 13 \| 9 \| 14 \| 36,11% \| \| Kamel Mouassa \| 19 janvier 2009[40] au 8 août 2009[41] \| 4 \| 1 \| 0 \| 3 \| 25,00% \| \| Noureddine Saâdi \| 26 août 2009[7] au 30 décembre 2010 \| 45 \| 20 \| 14 \| 11 \| 44,44% \| \| Mohamed Mekhazni (intérim) \| 13 décembre 2010 au 21 janvier 2011 \| 1 \| 0 \| 1 \| 0 \| 0,00% \| \| Hervé Renard \| 21 janvier 2011[42] au 21 octobre 2011[43] \| 23 \| 9 \| 8 \| 6 \| 39,13% \| \| Billel Dziri (intérim) \| 24 octobre 2011 au 7 novembre 2011 \| 2 \| 1 \| 1 \| 0 \| 50,00% \| \| Didier Ollé-Nicolle \| 7 novembre 2011[44] au 10 février 2012[45] \| 12 \| 6 \| 0 \| 6 \| 50,00% \| \| Meziane Ighil \| 14 février 2012[46] au 31 mai 2012 \| 14 \| 6 \| 6 \| 2 \| 42,86% \| \| Miguel Angel Gamondi \| 9 juillet 2012 au 17 octobre 2012[47] \| 6 \| 2 \| 1 \| 3 \| 33,33% \| \| Rolland Courbis \| 22 octobre 2012[48] au 25 octobre 2013[13] \| 48 \| 28 \| 12 \| 8 \| 58,33% \| \| Hubert Velud \| 2 novembre 2013[15] au 5 février 2015[49] \| 43 \| 25 \| 11 \| 7 \| 58,14% \| \| Billel Dziri (intérim) \| 5 février 2015 au 18 février 2015 \| 3 \| 2 \| 1 \| 0 \| 66,67% \| \| Otto Pfister \| 19 février 2015[50] au 18 mai 2015[51] \| 14 \| 3 \| 8 \| 3 \| 21,43% \| \| Zeghdoud, Meftah (intérim) \| 19 mai 2015[52] au 1er juillet 2015 \| 3 \| 2 \| 1 \| 0 \| 66,67% \| \| Miloud Hamdi \| 1er juillet 2015 au 5 juin 2016 \| 41 \| 23 \| 8 \| 10 \| 56,10% \| \| Adel Amrouche \| 27 juin 2016[53] au 16 août 2016[54] \| 0 \| 0 \| 0 \| 0 \| 0,00% \| \| Jean-Michel Cavalli \| 17 août 2016[55] au 30 octobre 2016[56] \| 9 \| 6 \| 1 \| 2 \| 66,67% \| \| Mustapha Aksouh (intérim) \| 30 octobre 2016 au 5 novembre 2016 \| 2 \| 1 \| 0 \| 1 \| 50,00% \| \| Paul Put \| 30 octobre 2016[57] au 11 novembre 2017[58] \| 37 \| 14 \| 14 \| 9 \| 37,84% \| \| Miloud Hamdi \| 12 novembre 2017[59] au 20 mai 2018 \| 21 \| 9 \| 7 \| 5 \| 42,86% \| \| Thierry Froger \| 19 juin 2018[60] au 14 mars 2019[61] \| 36 \| 19 \| 7 \| 10 \| 52,78% \| \| Lamine Kebir (intérim) \| 23 mars 2019[62] au 26 May 2019 \| 6 \| 2 \| 2 \| 2 \| 33,33% \| \| Billel Dziri \| 24 juin 2019[63] au 26 février 2020[64] \| 31 \| 13 \| 7 \| 11 \| 41,94% \| \| Farid Zemiti (intérim) \| 27 février 2020 au 2 mars 2020 \| 1 \| 0 \| 0 \| 1 \| 0,00% \| \| Mounir Zeghdoud \| 3 mars 2020[65] au 5 août 2020 \| 2 \| 1 \| 0 \| 1 \| 50,00% \| \| François Ciccolini \| 5 août 2020[66] au 22 novembre 2020[19] \| 1 \| 0 \| 0 \| 1 \| 0,00% \| \| Benaraibi Bouziane (intérim) \| 23 novembre 2020 au 12 décembre 2020 \| 3 \| 0 \| 2 \| 1 \| 0,00% \| \| Thierry Froger \| 13 décembre 2020[67] au 8 mars 2021[68] \| 12 \| 6 \| 1 \| 5 \| 50,00% \| \| Mounir Zeghdoud \| 8 mars 2021 au 30 juin 2021 \| 26 \| 15 \| 5 \| 6 \| 57,69% \| \| Denis Lavagne \| 25 août 2021[69] au 24 décembre 2021[70] \| 8 \| 3 \| 3 \| 2 \| 37,50% \| \| Azzedine Rahim (intérim) \| 24 décembre 2021[71] au 9 février 2022 \| 9 \| 5 \| 3 \| 1 \| 55,56% \| \| Zlatko Krmpotić \| 9 février 2022[72] au 18 avril 2022[23] \| 9 \| 1 \| 6 \| 2 \| 11,11% \| \| Jamil Benouahi (intérim) \| 18 avril 2022[23] au 17 juin 2022 \| 8 \| 6 \| 0 \| 2 \| 75,00% \| \| Jamil Benouahi \| 6 juillet 2022[24] au 3 août 2022[28] \| 0 \| 0 \| 0 \| 0 \| 0,00% \| \| Boualem Charef \| 4 août 2022[29] au 25 décembre 2022[73],[74] \| 17 \| 9 \| 5 \| 3 \| 52.94% \| \| Abdelhak Benchikha \| 25 décembre 2022[73],[74] au 9 octobre 2023[75] \| 35 \| 12 \| 9 \| 14 \| 34.29% \| \| Farid Zemiti (intérim) \| 9 octobre 2023 au 17 octobre 2023 \| 1 \| 1 \| 0 \| 0 \| 100% \| \| Juan Carlos Garrido \| 17 octobre 2023[76] \| 27 \| 17 \| 3 \| 7 \| 62.96% \| |                                      |              |           |      |          |                |
| |                                      | Statistiques |           |      |          |                |
| Entraineur | Période                              | Matchs       | Victoires | Nuls | Défaites | % de victoires |
| Younès Ifticen | Août 1994 au juillet 1995            | 33           | 20        | 11   | 2        | 60,61%         |
| Younès Ifticen | Août 1997 au juillet 1998            | 30           | 15        | 10   | 5        | 50,00%         |
| Rabah Saâdane | Octobre 1999 au avril 2000           | 28           | 9         | 7    | 12       | 32,14%         |
| Mustapha Heddane | avril 2000 au 14 septembre 2000      | 12           | 3         | 4    | 5        | 25,00%         |
| Noureddine Saâdi | 21 septembre 2000 au 24 mars 2002    | 56           | 34        | 14   | 8        | 60,71%         |
| Ali Fergani | 28 March 2002 au décembre 2002       | 19           | 11        | 4    | 4        | 57,89%         |
| Azzedine Aït Djoudi | janvier 2003 au août 2003            | 26           | 15        | 6    | 5        | 57,69%         |
| Mourad Abdelouahab | août 2003 au avril 2004              | 34           | 20        | 7    | 7        | 58,82%         |
| Mustapha Aksouh (intérim) | avril 2004 au 31 juin 2004           | 12           | 6         | 3    | 3        | 50,00%         |
| Noureddine Saâdi | 15 juillet 2004 au 31 janvier 2005   | 25           | 16        | 3    | 6        | 64,00%         |
| Djamel Menad | 31 janvier 2005 au 16 mai 2005       | 10           | 6         | 2    | 2        | 60,00%         |
| Mustapha Aksouh (intérim) | 16 mai 2005 au 23 octobre 2005       | 14           | 7         | 3    | 4        | 50,00%         |
| Mustapha Biskri | 24 octobre 2005 au juin 2006         | 34           | 22        | 6    | 6        | 64,71%         |
| René Lobello | 29 juillet 2006 au 24 February 2007  | 27           | 13        | 5    | 9        | 48,15%         |
| Rachid Belhout | 24 février 2007 au juin 2007         | 12           | 6         | 4    | 2        | 50,00%         |
| Abdelkader Amrani | août 2007 au 20 novembre 2007        | 10           | 7         | 1    | 2        | 70,00%         |
| Mustapha Aksouh (intérim) | 21 novembre 2007 au décembre 2007    | 6            | 2         | 2    | 2        | 33,33%         |
| Ali Fergani | 25 décembre 2007 au 4 mars 2008      | 13           | 5         | 3    | 5        | 38,46%         |
| Mustapha Aksouh (intérim) | 4 mars 2008 au 14 avril 2008         | 5            | 3         | 1    | 1        | 60,00%         |
| Oscar Fulloné | 14 juillet 2008 au 17 janvier 2009   | 36           | 13        | 9    | 14       | 36,11%         |
| Kamel Mouassa | 19 janvier 2009 au 8 août 2009       | 4            | 1         | 0    | 3        | 25,00%         |
| Noureddine Saâdi | 26 août 2009 au 30 décembre 2010     | 45           | 20        | 14   | 11       | 44,44%         |
| Mohamed Mekhazni (intérim) | 13 décembre 2010 au 21 janvier 2011  | 1            | 0         | 1    | 0        | 0,00%          |
| Hervé Renard | 21 janvier 2011 au 21 octobre 2011   | 23           | 9         | 8    | 6        | 39,13%         |
| Billel Dziri (intérim) | 24 octobre 2011 au 7 novembre 2011   | 2            | 1         | 1    | 0        | 50,00%         |
| Didier Ollé-Nicolle | 7 novembre 2011 au 10 février 2012   | 12           | 6         | 0    | 6        | 50,00%         |
| Meziane Ighil | 14 février 2012 au 31 mai 2012       | 14           | 6         | 6    | 2        | 42,86%         |
| Miguel Angel Gamondi | 9 juillet 2012 au 17 octobre 2012    | 6            | 2         | 1    | 3        | 33,33%         |
| Rolland Courbis | 22 octobre 2012 au 25 octobre 2013   | 48           | 28        | 12   | 8        | 58,33%         |
| Hubert Velud | 2 novembre 2013 au 5 février 2015    | 43           | 25        | 11   | 7        | 58,14%         |
| Billel Dziri (intérim) | 5 février 2015 au 18 février 2015    | 3            | 2         | 1    | 0        | 66,67%         |
| Otto Pfister | 19 février 2015 au 18 mai 2015       | 14           | 3         | 8    | 3        | 21,43%         |
| Zeghdoud, Meftah (intérim) | 19 mai 2015 au 1er juillet 2015      | 3            | 2         | 1    | 0        | 66,67%         |
| Miloud Hamdi | 1er juillet 2015 au 5 juin 2016      | 41           | 23        | 8    | 10       | 56,10%         |
| Adel Amrouche | 27 juin 2016 au 16 août 2016         | 0            | 0         | 0    | 0        | 0,00%          |
| Jean-Michel Cavalli | 17 août 2016 au 30 octobre 2016      | 9            | 6         | 1    | 2        | 66,67%         |
| Mustapha Aksouh (intérim) | 30 octobre 2016 au 5 novembre 2016   | 2            | 1         | 0    | 1        | 50,00%         |
| Paul Put | 30 octobre 2016 au 11 novembre 2017  | 37           | 14        | 14   | 9        | 37,84%         |
| Miloud Hamdi | 12 novembre 2017 au 20 mai 2018      | 21           | 9         | 7    | 5        | 42,86%         |
| Thierry Froger | 19 juin 2018 au 14 mars 2019         | 36           | 19        | 7    | 10       | 52,78%         |
| Lamine Kebir (intérim) | 23 mars 2019 au 26 May 2019          | 6            | 2         | 2    | 2        | 33,33%         |
| Billel Dziri | 24 juin 2019 au 26 février 2020      | 31           | 13        | 7    | 11       | 41,94%         |
| Farid Zemiti (intérim) | 27 février 2020 au 2 mars 2020       | 1            | 0         | 0    | 1        | 0,00%          |
| Mounir Zeghdoud | 3 mars 2020 au 5 août 2020           | 2            | 1         | 0    | 1        | 50,00%         |
| François Ciccolini | 5 août 2020 au 22 novembre 2020      | 1            | 0         | 0    | 1        | 0,00%          |
| Benaraibi Bouziane (intérim) | 23 novembre 2020 au 12 décembre 2020 | 3            | 0         | 2    | 1        | 0,00%          |
| Thierry Froger | 13 décembre 2020 au 8 mars 2021      | 12           | 6         | 1    | 5        | 50,00%         |
| Mounir Zeghdoud | 8 mars 2021 au 30 juin 2021          | 26           | 15        | 5    | 6        | 57,69%         |
| Denis Lavagne | 25 août 2021 au 24 décembre 2021     | 8            | 3         | 3    | 2        | 37,50%         |
| Azzedine Rahim (intérim) | 24 décembre 2021 au 9 février 2022   | 9            | 5         | 3    | 1        | 55,56%         |
| Zlatko Krmpotić | 9 février 2022 au 18 avril 2022      | 9            | 1         | 6    | 2        | 11,11%         |
| Jamil Benouahi (intérim) | 18 avril 2022 au 17 juin 2022        | 8            | 6         | 0    | 2        | 75,00%         |
| Jamil Benouahi | 6 juillet 2022 au 3 août 2022        | 0            | 0         | 0    | 0        | 0,00%          |
| Boualem Charef | 4 août 2022 au 25 décembre 2022,     | 17           | 9         | 5    | 3        | 52.94%         |
| Abdelhak Benchikha | 25 décembre 2022, au 9 octobre 2023  | 35           | 12        | 9    | 14       | 34.29%         |
| Farid Zemiti (intérim) | 9 octobre 2023 au 17 octobre 2023    | 1            | 1         | 0    | 0        | 100%           |
| Juan Carlos Garrido | 17 octobre 2023                      | 27           | 17        | 3    | 7        | 62.96%         |

## Entraîneurs les plus titrés
| Entraîneurs          | Ligue 1 | Coupe d'Algérie | Supercoupe | Coupe d'Afrique | coupe d'Arabe | Total |
| Mustapha Aksouh      | 2       | 2               | 1          | 0               | 0             | 5     |
| Noureddine Saâdi     | 1       | 1               | 0          | 0               | 0             | 2     |
| Rolland Courbis      | 0       | 1               | 0          | 0               | 1             | 2     |
| Azzedine Aït Djoudi  | 1       | 1               | 0          | 0               | 0             | 2     |
| Hubert Velud         | 1       | 0               | 1          | 0               | 0             | 2     |
| Ahmed Aït El Hocine  | 1       | 1               | 0          | 0               | 0             | 2     |
| Abdelhak Benchikha   | 0       | 0               | 0          | 2               | 0             | 2     |
| Miloud Hamdi         | 1       | 0               | 0          | 0               | 0             | 1     |
| Ali Fergani          | 1       | 0               | 0          | 0               | 0             | 1     |
| Lamine Kebir         | 1       | 0               | 0          | 0               | 0             | 1     |
| Nour Benzekri        | 0       | 1               | 0          | 0               | 0             | 1     |
| Abdelaziz Ben Tifour | 1       | 0               | 0          | 0               | 0             | 1     |
| Ali Benfadah         | 0       | 1               | 0          | 0               | 0             | 1     |
| Djamel Keddou        | 0       | 1               | 0          | 0               | 0             | 1     |
| Mustapha Heddane     | 0       | 1               | 0          | 0               | 0             | 1     |
| Mohamed Lacet        | 0       | 1               | 0          | 0               | 0             | 1     |

## Liste des entraîneurs par matchs
| Entraîneurs          | Matchs | Victoires | Nuls | Défaites | % de victoires |
| Noureddine Saâdi     | 133    | 75        | 33   | 25       | 56.39          |
| Abdelaziz Ben Tifour | 121    | 67        | 23   | 31       | 55.37          |
| Djamel Keddou        | 108    | 47        | 33   | 28       | 43.52          |
| Younès Ifticen       | 63     | 35        | 21   | 7        | 55.56          |
| Miloud Hamdi         | 62     | 32        | 15   | 15       | 51.61          |